# Le Hamlet du district de Chtchigry
Le Hamlet du district de Chtchigry est une nouvelle d'Ivan Tourgueniev parue dans la revue russe Le Contemporain en 1849. La nouvelle fait partie du recueil Mémoires d'un chasseur et décrit satiriquement la noblesse provinciale.

## Résumé
De passage dans la région, le narrateur est invité à dîner chez Alexandre Mikhaïlytch G***. Comme toujours chez ce richissime gentilhomme misogyne, aucune femme n’est invitée. Abandonné par son hôte et ne connaissant personne parmi les nombreux invités, le narrateur s'ennuie. Il est sauvé par une connaissance, Voïnitsyne, qui habite ici et qui lui propose de lui présenter Pierre Pétrovitch Loupikhine, « le plus bel esprit de la région ». Sa femme vient de le quitter pour un autre, aussi se revendique-t-il méchant et le prouve en accablant de sarcasmes le bedonnant et postulant au poste de juge, Cyrille Sélifanytch.
Loupikhine décrit ensuite l’imbécillité d’un prince, la ruine d’un général, la fourberie d’un autre. Cette suite de récit prend fin abruptement avec l'arrivée de l’invité d’honneur, et l’on peut enfin passer à table.
Étant obligé de coucher sur place, le narrateur partage une chambre avec un inconnu. L’insomnie aidant, la conversation s’engage. L’inconnu se définit comme un homme ordinaire et, de but en blanc, il se met à raconter sa vie : orphelin de père, élevé en province, parti à Moscou à seize ans pour ses études, il fréquente les cercles d’étudiants où l’on parle beaucoup de choses que l’on ne connaît pas. À sa majorité, à vingt et un ans, il passe trois années à voyager en Europe, puis c'est le retour dans ses terres, les fiançailles avec la fille de sa voisine, Sophie. Ils ne s’aiment pas, elle s’ennuie et meurt en couches trois années plus tard. Peu après, il s'essaie sans succès à la littérature, occupe un emploi dans l’administration, s'occupe d’agriculture, rien ne lui réussit. Maintenant, il est la risée de la noblesse locale.    

## Extraits
- « Je suis méchant ? Et après ? La méchanceté peut tenir lieu d’esprit ; et si vous saviez comme cela rafraîchit le sang! »
- « Les écailles me tombèrent des yeux et je vis plus clairement encore….à quel point j’étais nul, insignifiant et banal. »
- « De grâce, ne me demandez point mon nom et ne cherchez pas à le savoir. Que je reste pour vous un inconnu, un Basile Vassilitch quelconque accablé par le destin…Si vous tenez absolument à m’en donner un, eh bien ! appelez-moi le Hamlet du district de Chtchigry. »

## Édition française
- Le Hamlet du district de Chtchigry, traduction de Françoise Flamant, Éditions Gallimard, Bibliothèque de la Pléiade, 1981  (ISBN 978 2 07 010980 7).